# Cold Star, Quiet Star
Cold Star, Quiet Star is het vierde muziekalbum van de Amerikaanse band Farpoint. De muziek is meer gestructureerd dan de muziek op hun vorige albums; ook de klank is aanmerkelijk beter. Het conceptalbum is opgenomen in Dalzell (South Carolina), Starcross Studios.

## Musici
- Dean Hallal – zang
- Kevin Jarvis – toetsen, gitaar
- Jennifer Meeks – dwarsfluit, zang;
- Frank Tyson – basgitaar, zang
- Rick Walker – slagwerk.

Met medewerking van Joe Driggers (gitaar); Sam Sanders (gitaar op (1) en (3); Trey Franklin basgitaar op (2), (7) en (8).

## Composities
1. Prologue: Call to arms (Jarvis,Walker)(6:43)
2. Solar wind (Jarvis)(2:47)
3. Red shift (Alone) (Jarvis)(10:15)
4. Cold star (Jarvis)(3:10)
5. Darkness (Jarvis)(7:51)
6. Quiet star (Jarvis)(3:23)
7. Blue shift (Jarvis,Dana Edmunds)(9:39)
8. Epilogue: Machine Symphony (Jarvis)(5:29)